# Deutsch & Bonnet
Deutsch & Bonnet, även känd som DB, är en fransk biltillverkare som var verksam i Champigny-sur-Marne mellan 1938 och 1961.

## Historia

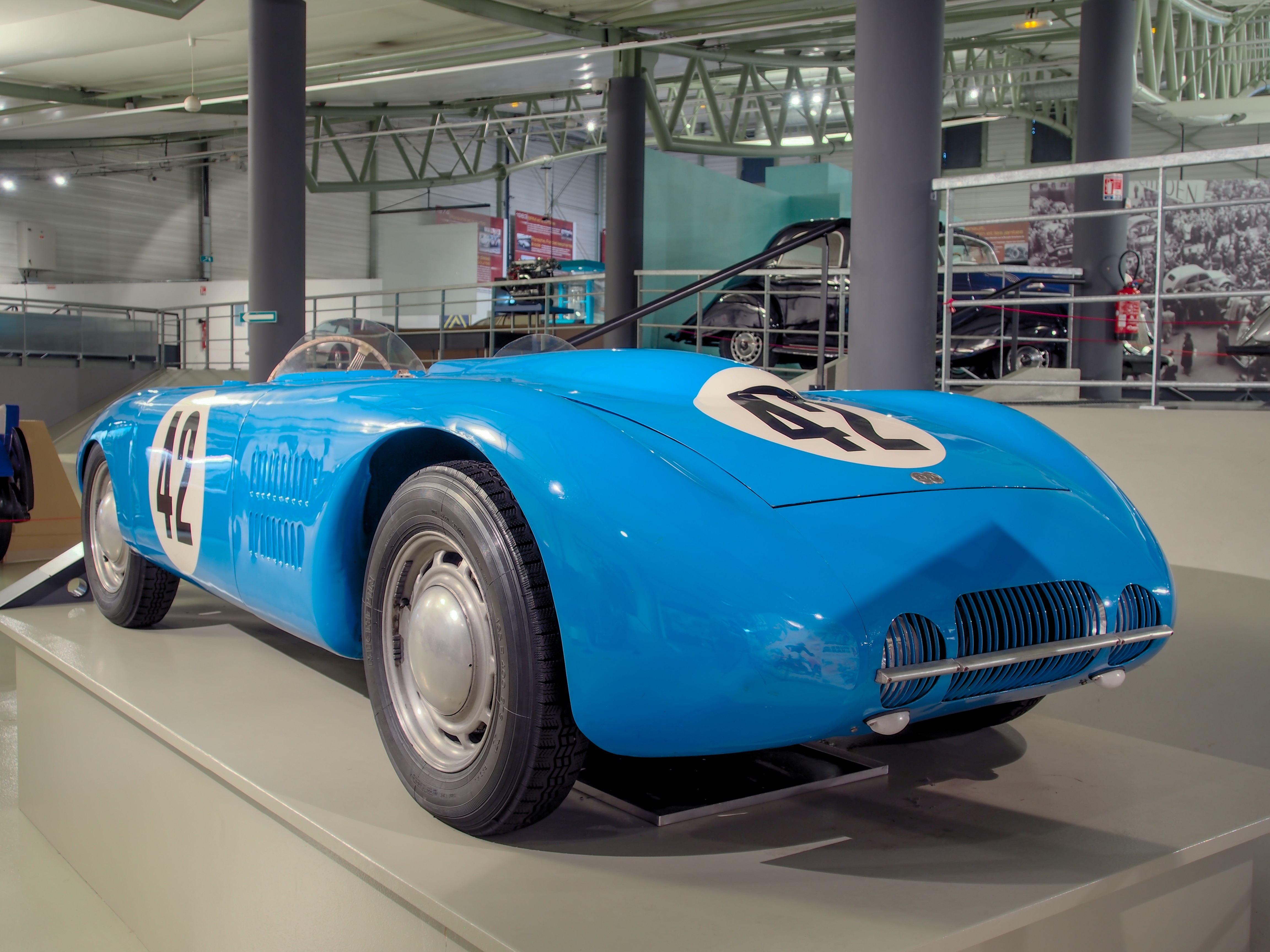
DB Tank 1949.

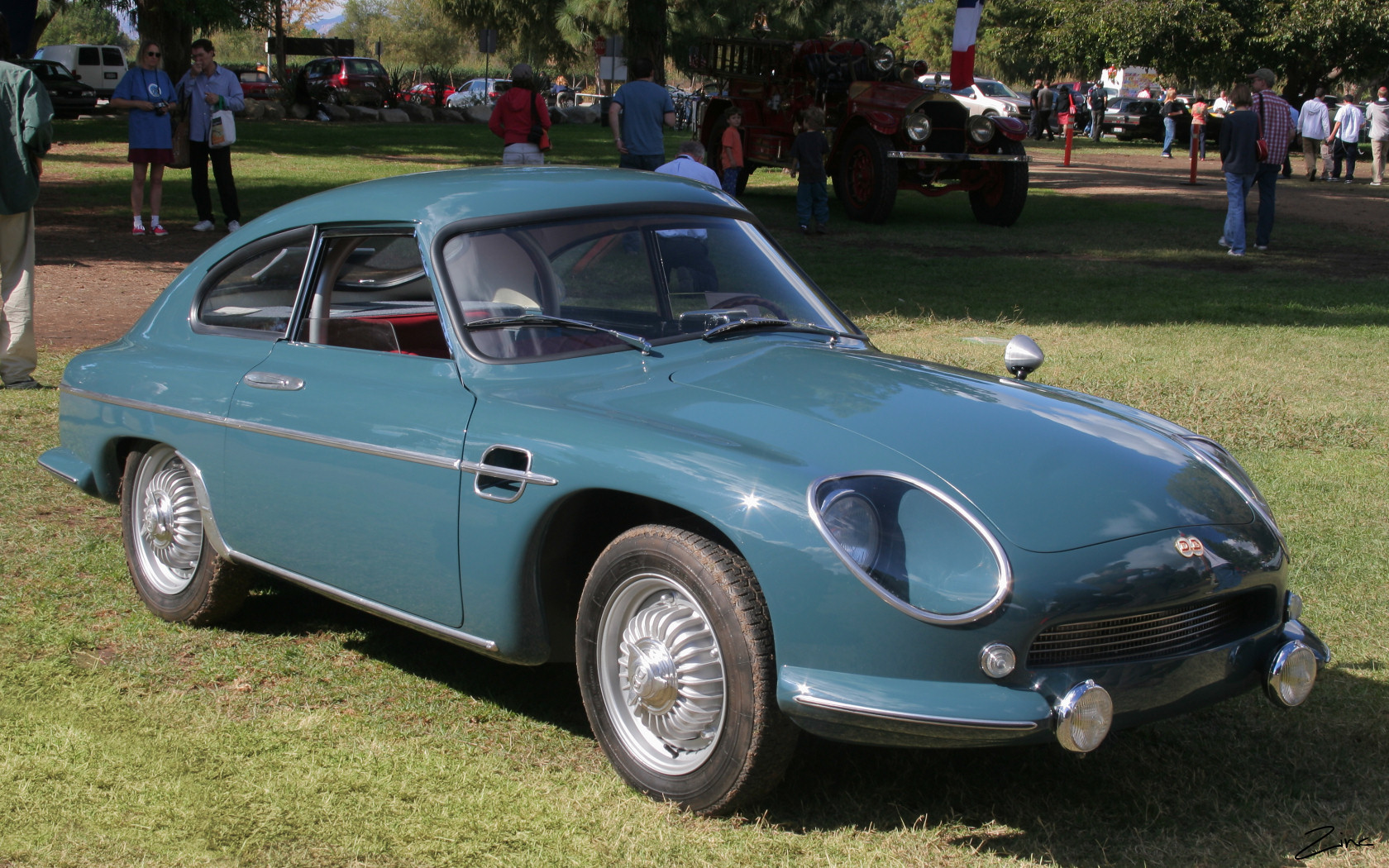
DB HBR5 1959.

Charles Deutsch och René Bonnet byggde sin första tävlingsbil 1938 baserad på Citroën Traction Avant. Efter andra världskriget byggde man landsvägsvagnar och sportvagnar baserade på Dyna Panhard. DB tävlade framgångsrikt i bilsportens minsta klasser. Med lätta och aerodynamiskt utformade karosser i glasfiber uppnådde bilarna höga hastigheter trots sin lilla tvåcylindriga Panhard boxermotor.
I början av 1960-talet blev Deutsch och Bonnet oense om huruvida företaget skulle fortsätta bygga sina tävlingsbilar med framhjulsdrift eller med mittmotor. Schismen slutade med att Deutsch lämnade DB för att fortsätta bygga framhjulsdrivna bilar baserade på Panhard medan Bonnet drev företaget vidare under namnet Automobiles René Bonnet, nu med mittmotor och komponenter från Renault. 1965 övertogs företaget av Matra.